# Gianluigi Colalucci
Gianluigi Colalucci (1929) é um engenheiro italiano. Foi o responsável pela intervenção de conservação e restauro na Capela Sistina na cidade do Vaticano.